# الحزب الليبرالي الاجتماعي الدنماركي
الحزب الليبرالي الاجتماعي الدنماركي ويعرف أيضا بالحزب الراديكالي (بالدنماركية:Radikale Venstre) حزب سياسي تأسس في 21 ماي 1905.

## قادة الحزب
- 1905–1928, كارل تيودور زحلة
- 1928–1940, بيتر مونش
- 1940–1960, يورغن يورغنسن
- 1960–1968, كارل Skytte
- 1968–1975, هيلمار Baunsgaard
- 1975–1978, سفيند Haugaard
- 1978–1990, نيلز هيلفيغ بيترسن
- 1990–2007, ماريان Jelved
- 2007–2014, مارغريت فستاير
- مورتن أوسترغارد (2014)

## وصلات خارجية
- الموقع الرسمي للحزب على الشبكة www.radikale.dk